# Eferentní nerv

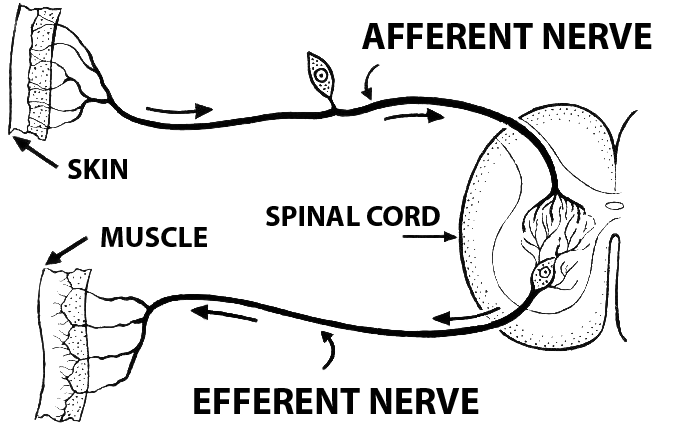
Eferentní nervy

Eferentní nerv, někdy též motorický nerv je nerv periferní nervové soustavy, který nese povelové signály od mozku, a to od míchy do svalů a pod.

## Etymologie
Pojmy aferentní a eferentní pocházejí z francouzštiny, resp. z latiny, ze slov ad ferens (latinsky ferre: nést někam) a ex ferens (odnést odněkud). Eferentní si tedy lze pamatovat podle ex (exit od mozku), a aferentní je pak opačný směr (k mozku).